# Asceles mecheli
Asceles mecheli är en insektsart som beskrevs av Ludwig Redtenbacher 1908. Asceles mecheli ingår i släktet Asceles och familjen Diapheromeridae. Inga underarter finns listade i Catalogue of Life.